# ورد هامشي
ورد هامشي (الاسم العلمي:Rosa marginata) هو نوع من النباتات يتبع جنس الورد من الفصيلة الوردية.موطنه أوروبا والقوقاز. وصفه عالم النبات كارل فريدريش فيلهلم.